# Rolf H. Krauss
Rolf Herbert Krauss (* 13. Dezember 1930 in Stuttgart; † 2. Januar 2021 ebenda) war ein deutscher Kaufmann, Unternehmer, Fotograf, Sammler, Autor und Fotohistoriker.

## Leben
Rolf H. Krauss studierte ab 1952 an der Universität München Staatswirtschaft und wurde 1956 mit der Arbeit Das betriebliche Vorschlagwesen als Mittel zur Rationalisierung und zur sozialen Betriebsgestaltung promoviert. Von 1956 bis 1991 führte er die Fotoapparatefirma G. A. Krauss KG mit Sitz in der Stuttgarter Königstraße in der dritten Generation, bis er sie 1991 verkaufte.
Von 1977 bis 1996 war er Vorsitzender der Sektion Geschichte der Deutschen Gesellschaft für Photographie. Ab 1991 studierte er Kunstgeschichte und Germanistik an der Universität Stuttgart und wurde 1999 mit der Arbeit Photographie und Literatur, zur photographischen Wahrnehmung in der deutschsprachigen Literatur des neunzehnten Jahrhunderts promoviert. Von 1999 bis 2004 lehrte Krauss als Lehrbeauftragter für Kunstgeschichte der Fotografie am Institut für Kunstgeschichte an der Universität Stuttgart.
Krauss war eine Sammlerpersönlichkeit, über die er in seinem Buch Ich sammle, also bin ich (2019) Selbstauskunft erteilte. Seine bekannteste Kollektion hatte fotografische Aspekte der Concept Art zum Inhalt. Diese Werke wurden von der Staatsgalerie Stuttgart übernommen. Zum Spannungsfeld von Fotografie und Kunst lieferte Krauss auch eigene künstlerische Beiträge [„Sukzessionen“], die mehrfach ausgestellt und publiziert wurden. Seine umfassendste Sammlung betraf jedoch photographische Literatur von ihren Anfängen bis in die Gegenwart, in all ihren historischen und theoretischen Aspekten, die Krauss mit dem Grundgedanken zusammengetragen hatte, als Quelle der Forschung zu dienen. Die Fachliteratur ist nun als „Dr. Rolf H. Krauss-Forschungsbibliothek“ Teil der Universitätsbibliothek Marburg. Im Zusammenhang mit dem Aufbau seiner Bibliothek entwickelte Krauss ein besonderes Interesse an frühen Veröffentlichungen zu und mit Farbreproduktionsverfahren. Er förderte eine Publikation zu Hans Hildenbrand, einem baden-württembergischen Pionier der Autochrome-Fotografie, und dessen Vermarktungsstrategien, veröffentlichte zahlreiche Aufsätze zu fotohistorischen Themen und war zudem Mitglied des Advisory Board der European Society for the History of Photography. Rolf H. Krauss verstarb Anfang 2021, drei Wochen nach seinem 90. Geburtstag.

## Ausstellungen seiner Sammlung

### Einzelausstellungen
- 1975: International Museum of Photography at George Eastman House, Rochester, N.Y., USA
- 1977: Art8'77, Basel
- 1977: Fotoforum Kassel
- 1977: PPS-Galerie Hamburg (mit Katalog)
- 1978: Galerie der Deutschen Gesellschaft für Photographie, Köln
- 1981: Galerie Max Hetzler, Stuttgart (mit Katalog)
- 1994: Galerie der Stadt Stuttgart (mit Katalog)

### Gruppenausstellungen
- 1977: „Fotofolgen zeitgenössischer Künstler“, Galerie Max Hetzler, Stuttgart
- 1977: „Photography as Art, Art as Photography II“, Lodz und Warschau, Polen
- 1978: „Photography as Art, Art as Photography II“, Dallas, USA
- 1979: „Photography as Art, Art as Photography II“, London
- 1980: „Absage an das Einzelbild, Erfahrungen mit Bildfolgen in der Fotografie der 70er Jahre“, Museum Folkwang, Essen
- 1983: „Kunst mit Photographie“, Nationalgalerie, Berlin; Kölnischer Kunstverein
- 1984: „Kunst mit Photographie“, Münchner Stadtmuseum; Kunsthalle zu Kiel
- 1994: „Züge, Züge, die Eisenbahn in der zeitgenössischen Kunst“, Galerie der Stadt Esslingen u. a.
- 2003: „Photo-Kunst, 1852–2002, die Sammlung“, Staatsgalerie Stuttgart/Graphische Sammlung, Stuttgart
- 2006: „Wahr-Zeichen, Fotografie und Wissenschaft“, Universitätssammlungen Kunst + Technik, ALTANAGalerie, Dresden[5]

## Bücher
- Collection Dr. R. H. Krauss, Bücher und andere Dokumentationen über Photographie. Stuttgart 1975.
- Die Fotografie in der Karikatur. Seebruck, Heering Verlag 1978.
  - ital.: Cesco Ciapanna Editore, Rom 1979.
- Photographie als Medium, 10 Thesen zur konventionellen und konzeptionellen Photographie. A. Nagel, Berlin 1977 (2. Aufl. Cantz, Stuttgart 1995), ISBN 3-89322-707-5.
- mit Frank Heidtmann und Hans-Joachim Bresemann: Die deutsche Photoliteratur 1839–1978, Theorie, Technik, Bildleistungen, eine systematische Bibliographie der selbständigen deutschsprachigen Photoliteratur. K. G. Saur, München 1980.
- mit Max Hetzler: Krauss, EINS, ZWEI ; EINS, UND, ZWEI, Sukzessionen. Stuttgart 1981.
- mit Manfred Schmalriede und Michael Schwarz: Kunst mit Photographie. Frölich & Kaufmann, Berlin 1983, ISBN 3-88725-003-6.
- Jenseits von Licht und Schatten. Die Rolle der Photographie bei bestimmten paranormalen Phänomenen, ein historischer Abriß. Jonas Verlag, Marburg 1992, ISBN 3-89445-122-X. 
  - Engl.: Beyond Light and Shadow. The Role of Photography in Certain Paranormal Phenomena. An Historical Survey. Nazraeli, München 1995, ISBN 3-923922-38-8.
- Walter Benjamin und der neue Blick auf die Photographie. Hatje Cantz, Ostfildern 1998, ISBN 3-89322-429-7.
- Photographie und Literatur, zur photographischen Wahrnehmung in der deutschsprachigen Literatur des neunzehnten Jahrhunderts. Hatje Cantz, Ostfildern 2000, ISBN 3-7757-0854-5.[6]
- mit Gottfried Jäger und Beate Reese: Concrete Photography, Konkrete Fotografie. Kerber, Bielefeld 2005, ISBN 3-936646-74-0.
- Kunst mit Fotografie und andere ausgewählte Texte zur Fotografie. Kerber, Bielefeld 2006, ISBN 3-938025-62-X.
- Karl May und die Fotografie, vier Annäherungen. Jonas Verlag, Marburg 2011, ISBN 978-3-89445-456-2.
- Hölderlinstraße 3, Bilder einer Wohnung, Fotografie und Erinnerung. Jonas Verlag, Marburg 2013, ISBN 978-3-89445-477-7.[7]
- Das Lachen und die Kamera, eine andere Geschichte der Fotografie. Kerber, Bielefeld 2015, ISBN 978-3-7356-0153-7.
  - Laughter and the Camera, a Different History of Photography. Kerber, Bielefeld 2016, ISBN 978-3-7356-0205-3.
- Einblicke, zwölf Essays über Fotografie und einer über die Eisenbahn. Kerber, Bielefeld 2017, ISBN 978-3-7356-0323-4.
- Lachen als Waffe. Große Erfindungen um 1900 in Karikatur und Satire. Fotografie, Fahrrad, Auto, Flugzeug. Kerber, Bielefeld/Berlin 2018, ISBN 978-3-7356-4031-4.
- Ich sammle, also bin ich. Sammeln als Lebensentwurf. Kerber, Bielefeld/Berlin 2019, ISBN 978-3-7356-0554-2.